# Курчи-баши

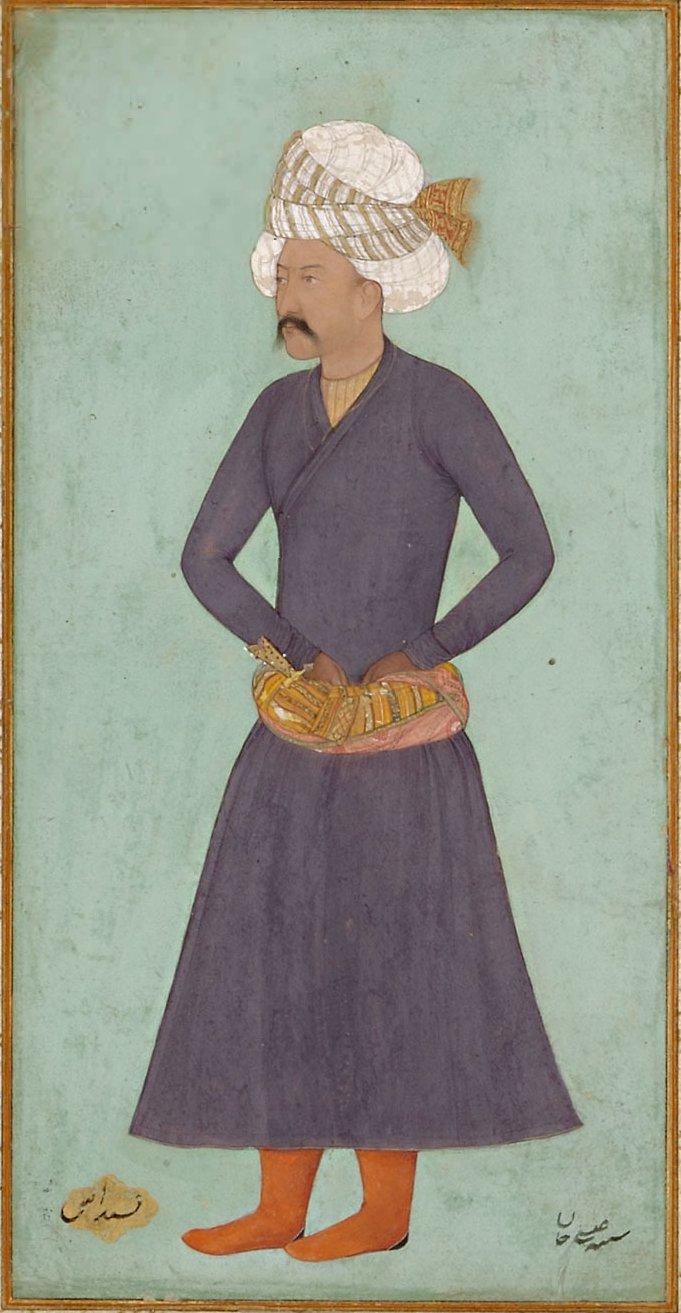
Иса-хан, курчибаши при шахе Аббасе I

Курчи-баши, Курчибаши (азерб. Qurçubaşı голова курчиев) — в Сефевидском государстве, должность командира шахской охраны (гвардии) — курчи, являясь наряду с векилом, везирем, эмир-аль-умара, и садром одной из самых высоких должностей в государстве.
Курчи-баши являлся одним из семи «столпов державы» (аркане доулет), с совещательным правом, входившими в «высочайший меджлис» (меджлисе ала), существовавшем при шахе В. Минорский указывает, что при первых правителях Сефевидов, когда не было постоянного войска, курчибаши был по сути «военным министром». На данную должность назначались видные кызылбашские эмиры. Первое упоминаниео курчи-баши зафиксирована у Хасан-бека Румлу, где упоминается Абдулбек Деде, вероятно первый курчибаши. При шахе Исмаиле I и Тахмаспе I, на должность курчибаши старались назначать лиц, далеких от политической жизни государства. Но уже при преемниках Тахмаспа, роль и значение курчибаши значительно возрастает, на должность назначаются влиятельные эмиры, вплоть до правителей областей державы. Большая часть курчибаши были выходцами из племени афшар. Годичное жалованье курчибаши при шахе Аббасе I составляло 1 000 — 1 500 туманов.

## История
В период правления Исмаила I горчубаши был менее значимой фигурой, чем эмир аль-умара. Это продолжалось в период кызылбашского господства между 1523 — 1533 годами; могущество эмира аль-умара очень возросло в этот период. Единственной отсылкой к горчубаши в период кызылбашского междуцарствия является упоминание горчубаши Татароглу Текели, который был казнен в 1529 году из-за вражды между ним, Чуха султаном и горчубаши Деде-беком Текели, который был убит во время мятежа текели в 1531 году.
После 1534 года, когда шах Тахмасиб преуспел в повторном установлении власти шаха в качестве правящего института, политическое и военное значение эмира аль-умара снизилось, и политическое и военное значение бывшего подчиненного горчубаши выросло. Горчубаши неуклонно расширял свою власть как в политической, так и в военной сфере до тех пор, пока в правление Исмаила II и Мухаммеда Худабенде он превратился в наиболее влиятельное должностное лицо в государстве. Даже в правление Аббаса I, создавшего новые, не кызылбашские подразделения, которые не были поставлены под командование горчубаши, это должностное лицо обладало большим весом в государственных делах.

## Список горчибаши
| Имя                             | Начало полномочий | Конец полномочий |
| ------------------------------- | ----------------- | ---------------- |
| Абдал-бек Деде                  | 1505              | 1506             |
| Еган-хан Текели                 | 1509              | 1510             |
| Сары-Пиря Устаджлы              | 1512              |                  |
| Яшар-бек Устаджлы               | 1514              |                  |
| Бякир-бек Устаджлы              |                   |                  |
| Татароглу Текели                | 1528              | 1529             |
| Дураг-бек Текели                | 1529              | 1530             |
| Деде-бек                        | 1531              | 1531             |
| Пярваня-бек Текели              | 1531              |                  |
| Халифв Мухаммед Шамлы           | 1533              | 1534             |
| Оглан Халифа Шамлы              | 1534              | 1534             |
| Шир Хасан                       | 1534              | 1534             |
| Севиндик-бек Афшар              | 1534              | 1562             |
| Ахмед-бек Афшар                 | 1574              | 1576             |
| Юсифгулу султан Афшар           | 1576              | 1577             |
| Аллахгулу-бек Афшар             | 1577              | 1577             |
| Гулу-бек Афшар                  | 1577              |                  |
| Юсиф-хан Афшар                  | 1587              | 1588             |
| Бядир-бек Афшар                 | 1588              | 1588             |
| Вяли-хан Афшар                  | 1588              | 1589             |
| Аллахгулу-бек Гапамаоглу Каджар | 1591              | 1592             |
| Иса-хан Сефеви                  | 1612              | 1613             |
| Чыраг-хан Пирзаде               | 1631              | 1631             |
| Эмир-хан Сёкюлян Зульгадар      | 1632              |                  |
| Джаны-хан Шамлы                 | 1637              |                  |
| Муртазагулу-хан Каджар          | 1645              | 1646             |